# 다볘산맥

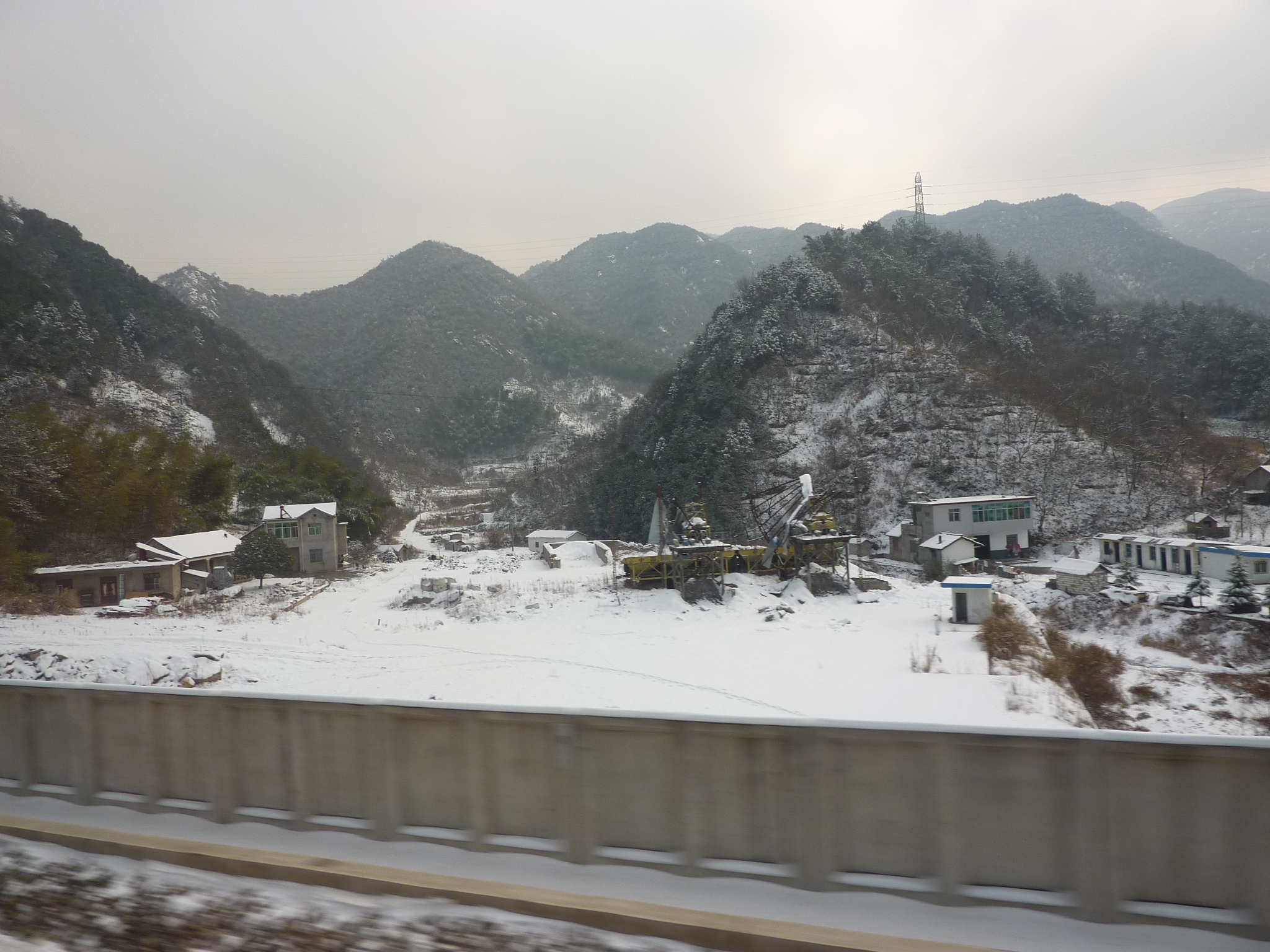

다볘산맥(대별산, 중국어: 大别山, 병음: Dàbié Shān)은 중국 중부에 위치한 주요 산맥이다. 북서쪽에서 남동쪽으로 뻗어있고 회하(화이허)와 장강(창강) 사이의 주요 분수계이다. 산맥은 또한 후베이성과 북쪽의 허난성, 동쪽의 안후이성 사이의 경계를 이룬다.
다볘산맥의 서부는 고도가 낮아 해발고도가 300~400m이고 900m 정도의 몇 개의 봉우리가 있다. 동부는 고도가 높고 평균 1000m 정도이다. 가장 높은 봉우리는 후퉈산으로 해발 1774m이다.

## 풍경
산맥은 주로 삼림으로 85%가 숲으로 덮여있고 참나무 특히 코르크 나무와 대나무가 생산되며 중국의 주요 코르크 생산 지역이다. 지역은 매우 가난하며 생계형 농업이 경제의 중심으로 쌀과 차 재배가 주를 이룬다.
산맥을 가로지르는 주요 교통로는 화이허 계곡을 통과하는 후베이성 마청시와 허난성 황촨현으로 가는 노선이다. 우한에서 북쪽으로 가는 주요 철로와 도로는 고도가 낮은 곳을 통과한다.